# Marit Bouwmeester
 Marit Bouwmeester (født 17. juni 1988 Wartena) er kvindelig hollandsk sejler og Olympisk guldvinder.
Bouwmeester vandt OL-guld i Laser Radial class ved Sommer-OL 2016 i Rio de Janeiro, og vandt sølv ved Sommer-OL 2012 i Weymouth. I 2017, blev Bouwmeester af World Sailing kåret som verdens kvindelige bedste sejler på tværs af bådtyper. Også ved Sommer-OL 2020 i Tokyo, deltog hun hvor hun vandt bronze ved hendes tredje OL.